# 1-я Луговая улица (Сестрорецк)
1-я Лугова́я у́лица — улица в городе Сестрорецке Курортного района Санкт-Петербурга. Проходит от Большой Купальной улицы до Горского ручья.
Название появилось в начале XX века. Связано с тем, что улица прошла по лугу. Параллельно расположена 2-я Луговая улица.

## Перекрёстки
- Большая Купальная улица
- Ручейная улица